# Jonathan Joubert
Jonathan Joubert (Metz, 12 september 1979) is een Luxemburgse voetballer die werd geboren in Frankrijk. Hij speelde 88 interlands voor Luxemburg.

## Interlandcarrière
Joubert komt sinds 2006 ook uit voor het Luxemburgs voetbalelftal. Hij maakte zijn debuut in het vriendschappelijke duel tegen Portugal (0-3) op 3 juni 2006 in zijn geboorteplaats Metz, net als middenvelder Claudio Lombardelli.

## Erelijst
- Luxemburgs landskampioen

2003, 2005, 2006, 2007, 2008, 2009, 2011, 2012, 2014, 2016, 2017,2018
- Beker van Luxemburg

2003, 2006, 2007, 2009, 2012, 2017